# توماس کاوندیش

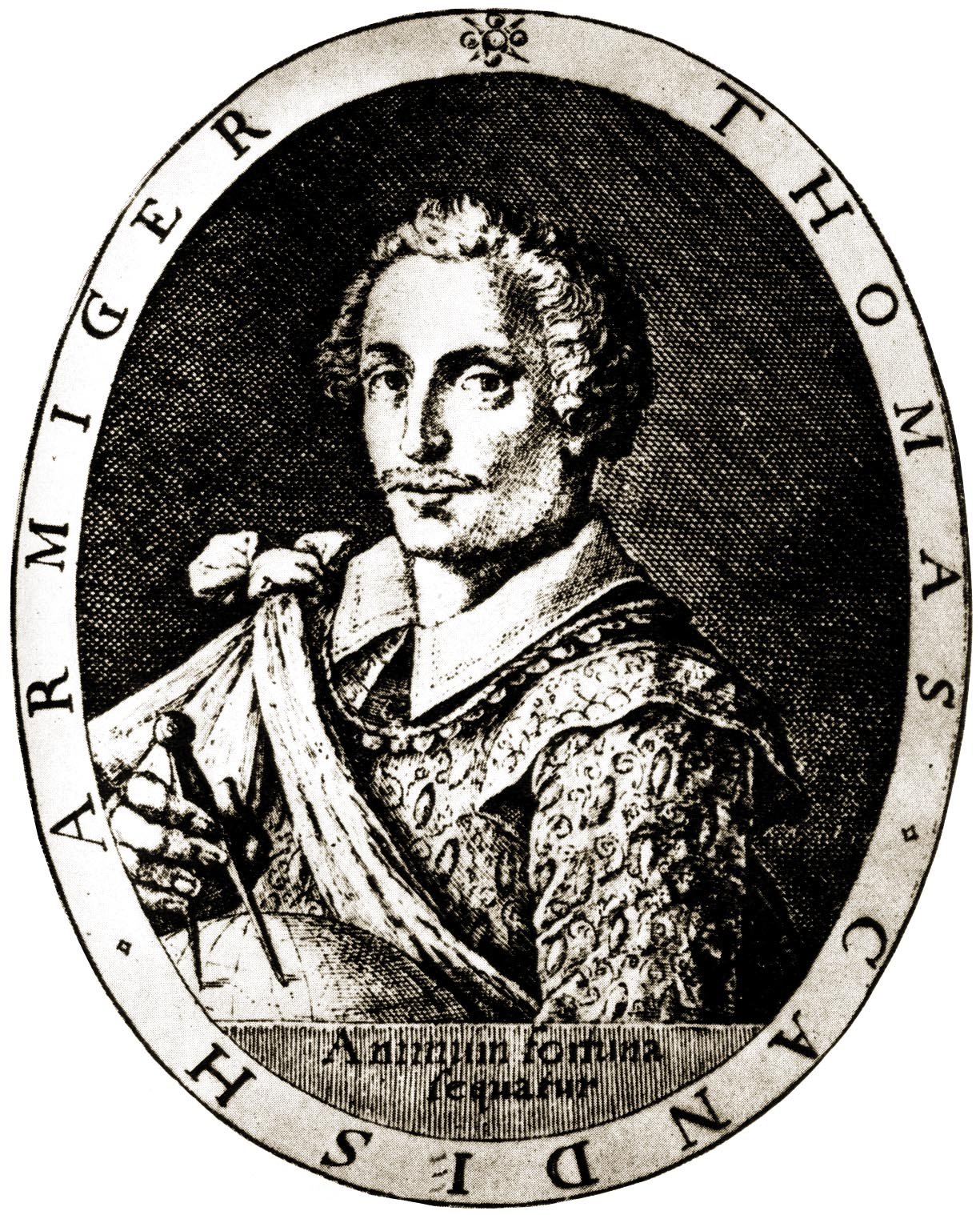
حکاکی از اثر «هنری هلند» با عنوان «Herōologia Anglica» (در ۱۶۲۰ میلادی). Animum fortuna sequatur لاتین است که ترجمه آن می‌شود: «باشد که طالع از پس شجاعت درآید».

سر توماس کاوندیش (Thomas Cavendish) (زادهٔ ۱۹ سپتامبر ۱۵۶۰‏ - درگذشتهٔ می ۱۵۹۲)، کاوشگر دریانورد خصوصی انگلیسی، معروف به «ناوبر» بود، زیرا او اولین کسی بود که به عمد سعی نمود از سر فرانسیس دریک، الگوبرداری کرده و به شهرها و کشتی‌های اسپانیایی در اقیانوس آرام حمله کند و با سفر به دور دنیا، به خانه برگردد. مگالن، لوئیزا، دریک و لویالا، گروه‌های اعزامی بودند که از کاوندیش در سفر به دور کره زمین، پیشی گرفته بودند. اولین سفر و دور زدن موفقیت‌آمیز کره زمین، با تسخیر طلا، ابریشم و گنج اسپانیایی در اقیانوس آرام و فیلیپین، او را ثروتمند کرد. ارزشمندترین گنج او، غارت کشتی بادبانی ۶۰۰ تنی مانیلا گالنون سانتا آنا (Santa Ana یا Santa Anna) بود. او پس از بازگشت، توسط ملکه الیزابت اول انگلستان، به عنوان شوالیه شناخته شد. او بعداً برای دومین سفر دور دنیا و یورش عازم شد، اما خیلی خوش شانس نبود و در ۳۱ سالگی در دریا، درگذشت.

## اوایل زندگی
کاوندیش در سال ۱۵۶۰ در تریملی سنت مارتین در نزدیکی ایپسوییچ، سافولک، انگلستان به‌دنیا آمد. پدر او، ویلیام کاوندیش، از نوادگان راجر کاوندیش و برادر سر جان کاوندیش بود که دوک‌های دوونشایر و دوک‌های نیوکاسل نام خانوادگی خود را از کاوندیش گرفته‌اند.
زمانی که توماس کاوندیش ۱۲ ساله بود، بخشی از دارایی پدرش را به ارث برد. در سن ۱۵ سالگی وارد کالج کورپس کریستی در کمبریج شد، دو سال در آنجا ماند اما مدرکی نگرفت. پس از ترک مدرسه در ۱۷ سالگی، او بیشتر ۸ سال بعدی زندگی‌اش را مجلل زیست نمود. او در سال ۱۵۸۴ نماینده مجلس برای شفتسبری، دورست بود. در سال ۱۵۸۵، به همراه سر ریچارد گرنویل برای کمک به استعمار روانوک، عازم سفر دریایی شد و تجربه‌های بسیار ارزشمندی به‌دست‌آورد. اما سرمایه خود را از دست داد. او در سال ۱۵۸۶ عضو پارلمان در ویلتون بود.

## اولین سفر دریایی: یک سفر موفق به دور دنیا به سمت غرب
در ژوئیه ۱۵۸۶ اسپانیا و انگلستان درگیر جنگ بودند که با حمله تهدیدآمیز نیروی دریایی اسپانیا به انگلستان در سال ۱۵۸۸ به اوج خود رسید. کاوندیش مصمم شد با یورش به بنادر و کشتی‌های اسپانیایی در اقیانوس آرام و دور زدن کره‌زمین، از سر فرانسیس دریک پیروی کند. کاوندیش پس از دریافت مجوز برای حملات پیشنهادی خود، یک کشتی بادبانی ۱۲۰ تنی با هجده توپ، به نام دیزایر ساخت. یک کشتی ۶۰ تنی با ۱۰ تفنگ، کشتی‌ای دیگر و کشتی ۴۰ تنی هاگ گالنت به او پیوستند.

## دومین سفر دریایی و وفات
کاوندیش در اوت ۱۵۹۱ دومین سفر دریایی خود را به همراه دریانورد جان دیویس انجام داد. آن‌ها به سمت جنوب، به تنگه ماگلان رفتند و سپس به برزیل بازگشتند، جایی که در ایلهابلا مخفی شدند و تجدید قوا کردند، سانتوس و سائو ویسنته را غارت کردند. با رفتن به شمال، آن‌ها بیشتر خدمه خود را در نبردی با پرتغالی‌ها، در دهکده ویتوریا که اکنون مرکز ایالت اسپیریتو سانتو است، از دست دادند. آنتونی نایوت، یکی از ملوانان رها شده، بعدها از ماجراجویی‌های خود در برزیل نوشت. کاوندیش با بقیه خدمه کشتی، به آن سوی اقیانوس اطلس به سمت سنت هلنا حرکت کرد، اما به دلایل نامعلومی احتمالاً در سال ۱۵۹۲ در نزدیکی جزیره آسنشن در جنوب اقیانوس اطلس، در سن ۳۱ سالگی درگذشت. آخرین نامه کاوندیش که چند روز قبل از مرگش به مجری خود نوشته‌است، جان دیویس را به یک «شرور» متهم می‌کند که باعث «تباهی کل سفر» شده‌است. جان دیویس پیش از بازگشت به انگلستان، با خدمه و کشتی‌های کاوندیش به راه خود ادامه داد و در حالی که بیشتر خدمه‌اش به دلیل گرسنگی و بیماری از دست رفتند، جزایر فالکلند را کشف کرد.

## در فرهنگ عامه
کاوندیش شخصیت اصلی رمان تاریخی، کاپیتان برای الیزابت، نوشته جان وستکات است که اتفاقات اولین سفر دریایی به دور زمین‌اش را دنبال می‌کند.
تنباکوی کاوندیش که یک تنباکوی محبوب برای پیپ است به نام توماس کاوندیش نام‌گذاری شد.